# Langhorne Manor
Langhorne Manor es un borough ubicado en el condado de Bucks en el estado estadounidense de Pensilvania. En el año 2000 tenía una población de 927 habitantes y una densidad poblacional de 602 personas por km².

## Geografía
Langhorne Manor se encuentra ubicado en las coordenadas 40°9′57″N 74°55′4″O / 40.16583, -74.91778.

## Demografía
Según la Oficina del Censo en 2000 los ingresos medios por hogar en la localidad eran de $67,500 y los ingresos medios por familia eran $77,721. Los hombres tenían unos ingresos medios de $45,833 frente a los $35,781 para las mujeres. La renta per cápita para la localidad era de $27,302. Alrededor del 2.7% de la población estaba por debajo del umbral de pobreza.